# Ахмед Хасан Кока
Ахмед Хасан Махгуб «Кока» (англ. Ahmed Hassan Mahgoub "Koka", араб. أحمد حسن محجوب‎; род. 5 марта 1993 года, Каир, Египет) — египетский футболист, нападающий клуба «Гавр» и национальной сборной Египта.

## Клубная карьера
В Египте Хасан до 18 лет выступал за молодёжный состав столичного клуба «Аль-Ахли», он тренировался и с основным составом, но из-за высокой конкуренции среди нападающих места в команде ему не нашлось. В октябре 2011 года он переехал в Португалию и стал игроком клуба «Риу Аве». Первый сезон в португальском клубе Хасан также провёл, выступая за молодёжный состав. В чемпионате Португалии он дебютировал 9 декабря 2012 года в матче с «Пасуш де Феррейра». Свой первый гол в чемпионате Португалии Хасан забил 20 января 2013 года в матче против «Витории». Будучи до того запасным игроком, после забитого гола египтянин получил стабильное место в стартовом составе «Риу Аве» и стал забивать. В своём первом сезоне на профессиональном уровне он забил 8 голов в чемпионате Португалии.
Сезон 2013/2014 для Хасана стал менее удачным в плане результативности, однако он в составе «Риу Аве» стал финалистом Кубка Португалии и Кубка португальской лиги. Сезон 2014/2015 нападающий провёл гораздо лучше, забив 12 голов в чемпионате Португалии, чем обратил на себя внимание лиссабонских «Спортинга» и «Бенфики». Предложение «Спортинга» о покупке египтянина не устроило руководство «Риу Аве», «Бенфика» же предложила более выгодные условия. Хасан был близок переходу в столичный клуб, однако медосмотр выявил у него проблемы с сердцем, потребовавшие операции. После операции он должен был готов к новому медосмотру, но к этому моменту руководство «Бенфики» отказалось от приобретения игрока.
Сезон 2015/2016 Хасан вновь начал в составе «Риу Аве», 21 августа он забил гол в ворота «Браги», а уже 25 августа перешёл в этот клуб. Трансфер 22-летнего нападающего обошёлся «Браге» в 700 тыс. евро, кроме того, «Риу Аве» была гарантирована часть прибыли от будущей продажи футболиста. Контракт между игроком и клубом был заключён сроком на пять лет. В начале сезона Хасан не показывал желаемой результативности, но зимой начал регулярно забивать в чемпионате, кроме того, забил за «Брагу» несколько важных голов в Лиге Европы. В финале Кубка Португалии 2015/2016 Кока отдал голевую передачу и реализовал один из пенальти в послематчевой серии, чем помог «Браге» выиграть трофей.
В сезоне 18/19 был отдан в аренду в греческий «Олимпиакос». Дебютировал в чемпионате Греции в матче против «Левадиакоса» 26 августа 2018. Первый гол за греческий клуб забил 24 сентября в матче лиги Греции с «Паниониосом». Затем, вернувшись из аренды, отыграл в Браге еще 6 матчей, после чего был еще раз отдан в аренду «Олимпиакосу». В итоге в сезоне 20/21 окончательно стал игроком «Олимпиакоса».

## Карьера в сборной
Хасан был одним из основных игроков молодёжной сборной Египта, играл за неё на двух чемпионатах мира среди молодёжных команд, в 2011 и 2013 годах. На в целом провальном для египетской сборной чемпионате 2013 года Хасан забил два гола, в ворота команд Ирака и Англии. В 2013 году Хасан вместе со сборной Египта среди игроков до 20 лет выиграл чемпионат Африки.
14 августа 2013 года Хасан дебютировал в составе национальной сборной Египта в товарищеском матче против команды Уганды, в котором отметился забитым голом. Регулярно играть за сборную он стал только осенью 2015 года, когда в трёх матчах сумел забить четыре гола.

## Статистика
| Клуб               | Сезон              | Национальный чемпионат | Национальный чемпионат | Национальный чемпионат | Национальные кубки | Национальные кубки | Еврокубки | Еврокубки | Всего | Всего |
| Клуб               | Сезон              | Лига                   | Игры                   | Голы                   | Игры               | Голы               | Игры      | Голы      | Игры  | Голы  |
| ------------------ | ------------------ | ---------------------- | ---------------------- | ---------------------- | ------------------ | ------------------ | --------- | --------- | ----- | ----- |
| Риу Аве            | 2012/2013          | Примейра               | 17                     | 8                      | 7                  | 2                  | 0         | 0         | 24    | 10    |
| Риу Аве            | 2013/2014          | Примейра               | 25                     | 3                      | 11                 | 3                  | 0         | 0         | 36    | 6     |
| Риу Аве            | 2014/2015          | Примейра               | 22                     | 12                     | 4                  | 2                  | 9         | 1         | 35    | 15    |
| Риу Аве            | 2015/2016          | Примейра               | 2                      | 1                      | 0                  | 0                  | 0         | 0         | 2     | 1     |
| Всего за «Риу Аве» | Всего за «Риу Аве» | Всего за «Риу Аве»     | 66                     | 24                     | 22                 | 7                  | 9         | 1         | 97    | 32    |
| Брага              | 2015/2016          | Примейра               | 23                     | 10                     | 10                 | 1                  | 11        | 3         | 43    | 14    |
| Брага              | 2016/2017          | Примейра               | 6                      | 1                      | 1                  | 0                  | 2         | 0         | 9     | 1     |
| Всего за «Брагу»   | Всего за «Брагу»   | Всего за «Брагу»       | 29                     | 11                     | 11                 | 1                  | 13        | 3         | 53    | 15    |
| Всего за карьеру   | Всего за карьеру   | Всего за карьеру       | 95                     | 35                     | 33                 | 8                  | 22        | 4         | 150   | 47    |